# Yazoo (tribu)
Els yazoo eren una tribu d'amerindis tunica històricament situada al curs baix del riu Yazoo, Mississipi. Eren estretament connectats amb altres pobles tunica, especialment els tunica, koroa, i, possiblement, el tioux.
Res se sap amb certesa pel que fa a la seva llengua, es creu que està relacionada amb el tunica, llengua aïllada. En 1699 el Pare Antone Davion, del Seminari de Missions Estrangeres del Quebec, va establir una missió entre els tunica. També va arribar a tribus aliades, com els taensa. Els yazoo, però, com els chickasaws estaven sota la influència dels comerciants anglesos de Carolina. En 1702 van ajudar els koroa a matar el pare Nicholas Foucault i tres companys francesos. El seminari es va retirar temporalment al Pare Davion de la zona.
En 1718 els francesos van establir una fortalesa a prop del poble de St Pierre per controlar el riu. En 1722 al jove jesuïta pare Jean Rouel se li va donar la missió Yazoo, prop de la posició francesa. Allí va romandre fins a l'esclat de la revolta natchez en 1729.
Els yazoo i koroa van unir-se als natchez per atacar als francesos. El 29 de novembre, els natchez atacaren Fort Rosalie, matant a més de 200 persones, entre elles el jesuïta pare Paul Du Poisson. Es van dur com captius la major part de les dones franceses i nens, i els seus esclaus africans. En assabentar-se del succés, els Yazoo i Koroa, l'11 de desembre de 1729 assaltaren i assassinaren el pare Rouel i el seu esclau negre. L'endemà van atacar el lloc veí, matant a tota la guarnició. Les tribus van enterrar el cos del pare Rouel. Posteriorment la seva campana i alguns llibres van ser recuperats i restaurats pel quapaws. El pare Stephen Doutreleau va ser atacat l'1 de gener de 1730, però va escapar.
La Guerra Natchez va ser un desastre en primer lloc per als assentaments francesos a Louisiana i en segon lloc, per als natchez. Els francesos es va aliar amb els choctaws i en represàlia, va derrotar els natchez i als yazoo. Van vendre els supervivents com a esclaus a les plantacions del Carib. Alguns refugiats natchez i yazoo es van refugiar entre els chickasaws. Els chickasaws capturaren molts altres yazoo i els va vendre com a esclaus als comerciants amb seu a Carolina.